# Pentan-1-ol
|  | Aquest article tracta sobre l'isòmer 1-pentanol. Vegeu-ne altres significats a «pentanol». |

El pentan-1-ol (abans anomenat 1-pentanol i alcohol n-amílic) és un compost orgànic del grup dels alcohols constituït per una cadena lineal de cinc àtoms de carboni amb el grup hidroxil {\displaystyle {\ce {-OH}}} enllaçat al primer. La seva fórmula molecular és {\displaystyle {\ce {C5H12O}}}.

## Història
Aquest alcohol fou descobert, juntament amb d'altres isòmers tots de fórmula {\displaystyle {\ce {C5H12O}}}, pel químic francès Auguste André Cahours (1813-1891) el 1837 a partir de la destil·lació del midó fermentat de les patates. Els anomenà alcohol amílic, del llatí amy̆lum 'midó', i aquest del grec ἄμυλον ámylon, amb el mateix significat.

## Propietats
A temperatura ambient és un líquid incolor amb olor desagradable. La seva densitat és de 0,8146 g/cm³ a 20 °C, el seu punt de fusió –78,9 °C i el d'ebullició 137,5 °C. El seu punt d'inflamabilitat és de 47 °C i la temperatura d'ignició 300 °C. És soluble en aigua (22 g/l) i soluble en etanol, dietilèter i acetona. La seva pressió de vapor és de 2,2 mm Hg a 25 °C.
Àmpliament distribuït en vegetals, com ara a l'oli de menta, tomàquets, te i patates. És un component aromatitzant. L'èster format amb l'àcid butanoic, el butanoat de pentil, fa olor d'albercoc. L'èster format amb l'àcid acètic, l'acetat de pentil o acetat d'amil, fa olor de banana.

## Obtenció
S'obtenia de la destil·lació del midó fermentat de patates fins que al voltant de 1925 Sharples desenvolupà la cloració i posterior hidròlisi del pentà, segons la reacció:

## Usos
El pentan-1-ol té aplicacions com aromatitzant i com a fragància.